# アルベルト・リベラ
アルベルト・リベーラ・ピサーロ（Alberto Rivera Pizarro, 1978年2月16日 - ）は、スペイン・プエルトジャーノ出身の元サッカー選手。現役時代のポジションはミッドフィールダー。

## 経歴
レアル・マドリードの下部組織出身。1995年6月10日のセルタ・デ・ビーゴ戦(2-0)でトップチームデビューし、初得点も決めた。すでに1994-95シーズンの優勝争いは決していたが、17歳114日での得点はクラブの最年少得点記録となった。1995-96シーズンはレアル・マドリードCのメンバーとして35試合に出場して7得点し、1996-97シーズンから3シーズンはレアル・マドリードBでプレーした。1999-2000シーズンはCDヌマンシアにレンタル移籍し、セグンダ・ディビシオン（2部）降格の危機に瀕していたチームを救った。2000年夏にレアル・マドリードに復帰し、2000-01シーズンはリーグ戦2試合に出場した。2002年1月、フランス・リーグ・アンのオリンピック・マルセイユにレンタル移籍した。同時期にはFCバルセロナからアルフォンソ・ペレスもレンタル移籍している。2001-02シーズン後半戦はレギュラーとして出場し、9位でシーズンを終えた。
2002年夏、セグンダ・ディビシオンのレバンテUDに移籍した。3シーズンの間絶対的なレギュラーとして活躍し、2003-04シーズンには自己最多となる11得点を挙げた。このシーズンにプリメーラ・ディビシオン（1部）昇格を果たし、2004-05シーズンは37試合に出場して5得点を挙げる活躍を見せたが、すぐさまセグンダ・ディビシオン降格となった。2005年夏、移籍金340万ユーロでレアル・ベティスに移籍した。2005-06シーズンのリーグ戦では34試合に出場し、UEFAチャンピオンズリーグでは7試合に、UEFAカップでは3試合に出場したが、いずれの大会でも無得点に終わった。2006-07シーズンはリーグ戦27試合に出場し、2006年11月5日のビジャレアルCF戦(2-3)で移籍後初得点を決めた。
2009年6月中旬、レアル・ベティスの契約延長オファーを拒否し、セグンダ・ディビシオンに降格したばかりのスポルティング・デ・ヒホンと移籍金なしの2年契約を結んだ。

## タイトル
レアル・マドリード
- プリメーラ・ディビシオン : 1994-95, 2000-01

レバンテ
- セグンダ・ディビシオン : 2003-04

エルチェ
- セグンダ・ディビシオン : 2012-13